# Mutation (théorie des nœuds)
Pour les articles homonymes, voir Mutation.

Nœuds (premiers) mutants de Kinoshita–Terasaka K11n42 et de Conway K11n34.

En théorie des nœuds, une mutation est une opération transformant un nœud en un nœud ayant le même nombre de croisements.
Soit K un nœud donné par son diagramme, et considérons dans le plan du diagramme un disque tel que sa circonférence coupe K exactement quatre fois. On peut supposer (à isotopie du plan près) que ce disque est géométriquement rond et que les 4 points d'intersection sont régulièrement espacés sur le cercle. Il y existe deux réflexions conservant globalement le disque ainsi que ces 4 points, ainsi que la rotation composée de ces deux réflexions. Une mutation consiste à effectuer l'une de ces 3 transformations à l'intérieur du disque, et le nouveau nœud obtenu est appelé un mutant de K. Deux nœuds obtenus l'un de l'autre par mutation forment une paire de nœuds mutants.
Deux nœuds mutants ont en général beaucoup d'invariants identiques (en particulier le même volume hyperbolique (en) (résultat de Daniel Ruberman), et le même polynôme HOMFLY (en)) mais ils peuvent être non isomorphes.

## Exemples
- La paire formée des nœuds de Conway et de Kinoshita-Terasaka (voir figure ci-dessus) est une paire de nœuds mutants non isomorphes : le premier est de genre 3, l'autre de genre 2. Il n'y en a pas à moins de 11 croisements.
- Une liste de paires de nœuds mutants est donnée sur ce site.